# Csárdaszállás
Csárdaszállás ist eine ungarische Gemeinde im Kreis Gyomaendrőd im Komitat Békés.

## Geografische Lage
Csárdaszállás liegt ungefähr auf halber Strecke zwischen den Städten Gyomaendrőd und Mezőberény. Die Nachbargemeinde Köröstarcsa befindet sich sieben Kilometer östlich.

## Geschichte
Csárdaszállás wurde 1952 aus mehreren Gehöften gegründet. Die Gemeinde ist landwirtschaftlich geprägt, eine besondere Rolle spielt die Saatgutherstellung.

## Sehenswürdigkeiten
- Reformierte Kirche

## Verkehr
Durch Csárdaszállás verläuft die Hauptstraße Nr. 46. Die Gemeinde ist angebunden an die Eisenbahnstrecke vom Budapester Ostbahnhof nach Békéscsaba.

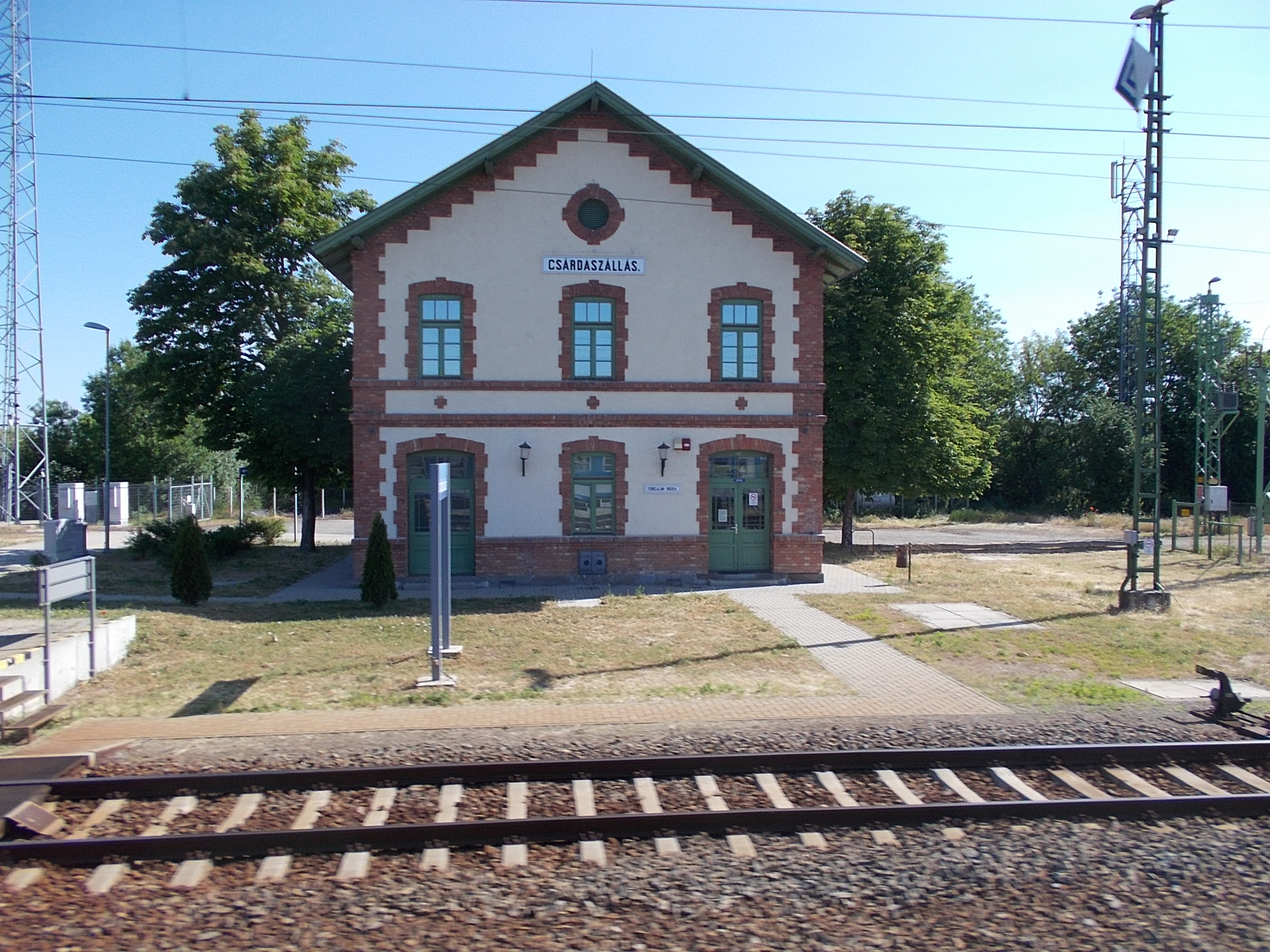
Bahnhofsgebäude in Csárdaszállás